# Zé Gonzaga
Zé Gonzaga, nome artístico de José Januário Gonzaga do Nascimento (Exu, 15 de janeiro de 1921 – Rio de Janeiro, 12 de abril de 2002), foi um cantor, compositor e acordeonista brasileiro. Era irmão de Luiz Gonzaga (1912–1989).

## Carreira
Como cantor, lançou dois discos, "Psicodélico" (1967) e "As Duas Faces" (1968).
Sua estréia no rádio ocorreu no programa "Papel Carbono", apresentado por Renato Murce, imitando Luiz Gonzaga, seu irmão.